# Kriton (Bildhauer I)
Kriton (Κρίτων) war ein aus Athen stammender Bildhauer augusteischer Zeit.
Er ist nur bekannt durch seine Signatur aus dem Ptoion in Böotien auf der Basis einer Statue des Aristippos, Sohn des Chrysippos von Akraiphiai. Da dieser ein Zeitgenosse Caesars war, lebte Kriton wohl im 1. Jahrhundert v. Chr.

## Anmerkung
1. ↑  IG VII 4161.

| Personendaten    | Personendaten          |
| ---------------- | ---------------------- |
| NAME             | Kriton                 |
| ALTERNATIVNAMEN  | Κρίτων                 |
| KURZBESCHREIBUNG | griechischer Bildhauer |
| GEBURTSDATUM     | 1. Jahrhundert v. Chr. |
| STERBEDATUM      | 1. Jahrhundert         |